# Klaus Kotzmann
Klaus Kotzmann (* 17. Januar 1960 in Wolfen) ist ein ehemaliger deutscher Florettfechter. Für die Deutsche Demokratische Republik nahm er an den Olympischen Spielen 1980 in Moskau teil. Mit dem ASK Vorwärts Potsdam wurde er DDR-Mannschaftsmeister, im Einzel wurde er zwei Mal Vizemeister. Nach der deutschen Wiedervereinigung war er Trainer beim FC Tauberbischofsheim.

## Erfolge
1982 und 1984 wurde Kotzmann zweiter bei den DDR-Meisterschaften, 1981 dritter.  Mit dem ASK Vorwärts Potsdam gewann er zudem die Mannschaftsmeisterschaft 1980.
Bei den Olympischen Spielen 1980 in Moskau belegte er den geteilten 9. Platz und war damit zusammen mit Hartmuth Behrens bester deutscher Fechter. Mit der Mannschaft wurden die beiden zusammen mit Adrian Germanus, Klaus Haertter und Siegmar Gutzeit vierter.
Bis 1990 war Kotzmann Cheftrainer beim ASK Vorwärts Potsdam, nach der Wende wechselte er zum FC Tauberbischofsheim.